# Bergs naturskog
Bergs naturskog este o arie protejată (arie specială de conservare — SAC, sit de importanță comunitară — SCI) din Suedia întinsă pe o suprafață de 139,3 ha, integral pe uscat.

## Localizare
Centrul sitului Bergs naturskog este situat la coordonatele 57°04′06″N 12°46′44″E / 57.0683°N 12.7789°E.

## Înființare
Situl Bergs naturskog a fost declarat sit de importanță comunitară în decembrie 1995 pentru a proteja un număr necunoscut de specii din flora spontană și fauna sălbatică aflate în arealul zonei. Situl a fost protejat și ca arie specială de conservare în martie 2011.

## Biodiversitate
Situată în ecoregiunea boreală, aria protejată conține 6 habitate naturale: Păduri de fag Luzulo-Fagetum, Turbării active, Mlaștini împădurite, Mlaștini turboase de tranziție și turbării mișcătoare, Lacuri și iazuri distrofice naturale, Taiga vestică.
La baza desemnării sitului se află un număr nedeclarat de specii protejate.